# Assur-ah-iddína
Assur-ah-iddína, a biblikus Eszarhaddon; (uralkodott Kr. e. 680 – Kr. e. 669. november 1.) az Újasszír Birodalom egyik jelentős uralkodója volt, aki apját, Szín-ahhé-eríbát követte a trónon. Uralkodásához köthető az apja által lerombolt, lázadó Babilon újjáépítése és Egyiptom elfoglalásának megindítása. Nevének jelentése: „Assur adott nekem egy testvért”

## Hatalomra jutás
Szín-ahhé-eríba legidősebb fiát, Assur-nádin-sumit Kr. e. 694-ben Babilónia trónjáról elhurcolták a betörő elámi hadak. A rangidős herceg Arda-Mulisszi volt, azonban a király inkább kedvenc felesége, Zaqútu (arámiul Naqia) fiát, a legfiatalabb, isteni orákulumok által is megerősített gyermekét küldte a bít ridútiba felkészíteni. Az ekkor még az Assur-etelli-iláni-mukín-apla nevet viselő trónörökös ellen fivérei intrikákba kezdtek, ráadásul nem értett egyet apja Babilon-ellenes politikájával sem. Végül vagy jobbnak látta elmenekülni, vagy száműzték nyugatra (talán Kis-Ázsiába). Kr. e. 681-ben aztán meggyilkolták Szín-ahhé-eribát, de hadaik nagy része a törvényes, Samas és Adad jóslatai által megerősített örökös oldalára állt. A Ninivébe bevonuló Assur-ah-iddina áruló fivérei elmenekültek.

## Babilon-politika
Mindjárt Assur-ah-iddína trónra lépése évében lázadás tört ki Babilóniában a hajdan két alkalommal is trónra lépő, II. Sarrukín és Szín-ahhé-eríba életét is megkeserítő kháld II. Marduk-apla-iddína fia, a Tengerföld élére kinevezett helytartó vezetésével. Őt hamarosan leverték, majd miután Elámban gyilkosság áldozata lett, fivérét tették meg kormányzónak (Kr. e. 677).
Assur-ah-iddína személyében az asszír politika Babilon-barát vonulata került hatalomra, így az elődje idején lerombolt várost újjáépítették, és visszaadták privilégiumait. Ebben feltehetően a király alább ecsetelt betegségeinek és babonáinak is nagy szerepe lehetett. A babiloni Marduk ugyanúgy főisten volt, mint az asszír Assur, neheztelését természetesen minden lehetséges eszközzel igyekezett elhárítani. Ezzel párhuzamosan gyakran kért jóslatokat és fordult a különböző szentélyek papságához segítségért, és számos templomot felújított és gazdag adományokkal látott el.

## Betegségek és babonák
Az új asszír király egyfelől rendkívül beteges (felirataiból kitűnik, hogy szem-, fül-, és bőrbajok, láz, ízületi merevség, étvágytalanság és gyakori meghűlés gyötörte), másfelől korához képest is nagyon vallásos-babonás volt.
Több, a kronológiát segítő csillagászati adat is ránk maradt ebből az időszakból, köszönhetően a gyakori jóslatkéréseknek. Ilyen például a Merkúr (a „trónörökös”) és a Szaturnusz (a „király”) Kr. e. 681. május 18-án megfigyelt együttállása, ami Szín-ahhé-eríba halálát jósolta volna meg, vagy a Kr. e. 671. július 2-án látható teljes holdfogyatkozás, ami az asszír király halálát és az egyiptomi fáraó bukását jósolta meg.
A csillagok több alkalommal jelezték Assur-ah-iddína halálát, azonban az ilyen baljóslatú jelek elhárítására már a Kr. e. 19. században ismert módszert, a helyettes király trónra tételét, majd 100 napon belül történő kivégzését alkalmazták. A király 11 uralkodási évéből legalább hat ilyen esetről van tudomásunk.

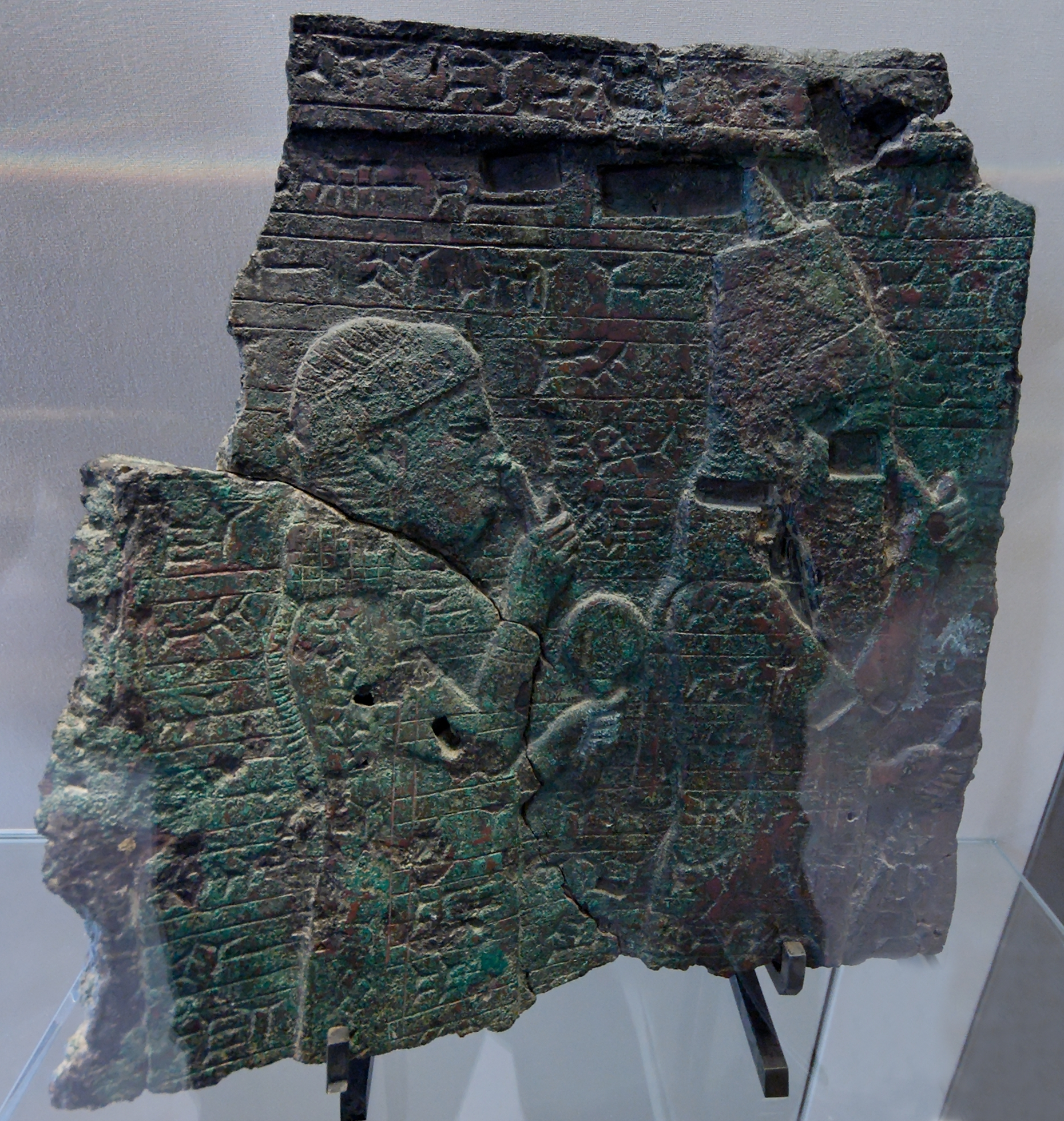
Assur-ah-iddina és anyja, Zaqútu egy ékírásos domborművön (Louvre)

## Anatólia és Szíria
Anatólia több államát, pl. Phrügiát (Muski) és Urartut a Kr. e. 7. század eleje óta pásztorkodó népek, a kimmerek, illetve a szkíták, közelebbről a királyiak sanyargatták. Phrügia el is pusztult Kr. e. 695 körül, Urartu pedig végleg elvesztette nagyhatalmi állását. Assur-ah-iddína ékiratos feliratai beszámolnak a kimmerek felett aratott teljes győzelemről (Kr. e. 678), a jelentés hitele azonban kétséges. A szkíták fejedelme, Bartatua – Hérodotosz munkájában Protothüész – beházasodott Assur-ah-iddína családjába – feleségül vette Serna-etert nevű leányát –, s ekképpen az asszírok hűbéres szövetségesévé lett.
Az ókori Szíria (még ekkor is Hattinak nevezték a teljes térséget) területén is akadtak gondok: a Kr. e. 676-ban a lázadó Szidónt romboltatta le, majd új erődvárost építtetett Kár-Assur-ah-iddína néven a térségben. A helyi tartományokat újjászervezte, és számos deportáltat telepített ide. Hű vazallusa, Türosz ekkor több kisebb város felett terjeszthette ki hatalmát.

## Egyiptomi hadjáratok
A király figyelme már Kr. e. 679-ben délnyugat felé fordult, és elfoglalta az egyiptomi határon álló Arza városkát, amelynek fejedelmét Ninivében rituálisan kivégeztette: egy medvét, egy kutyát és egy disznót köttetett vele össze. A szíriai és babiloni helyzet rendezése után az asszír haderő megindult a régi ellenség, Egyiptom földjére, ám a tudósítások szerint Kr. e. 674-ben kudarcot vallott a núbiai Taharka fáraó ellen vívott harcban. Kr. e. 672-ben a király betegeskedett, de már a következő évben új inváziót indított. Ezúttal sikerrel járt, Kr. e. 671. július 11-én az asszír haderő bevette Memphiszt. Taharka családját és kincstárát hátrahagyva menekült. A dús zsákmányt Babilon újjáépítésének finanszírozására fordították.
Kr. e. 670-ben Assur-ah-iddína megint ágynak esett, ráadásul összeesküvést szőttek ellene az udvarban. Ezt sikerült felszámolnia, és Kr. e. 669-ben ismét megrohanta a Taharka által az asszír bábkirálytól nemrégiben visszafoglalt Egyiptom földjét. A hadjáraton érte november 1-jén a halál, így az invázió leállt. Egyiptom meghódításának feladata már Assur-ah-iddína utódjára szállt.

## Örökösödés
Assur-ah-iddínának is sok fia volt, ám anyja, az őt annak idején hatalomra juttató Zakútu megeskette őket, hogy nem fognak fellázadni az eredetileg papi pályára szánt, fiatalabb Assur-bán-apli ellen, akit apja i. e. 672-ben – Nabú-bél-uszur, Dúr-Sarrukín helytartójának límujában – nevezett ki trónörökösnek. Az ő hatalomra jutása gyors és zökkenőmentes volt, amit az is elősegített, hogy bátyját, Samas-sum-ukínt tette meg Babilónia királyává.